# ピーター・リム

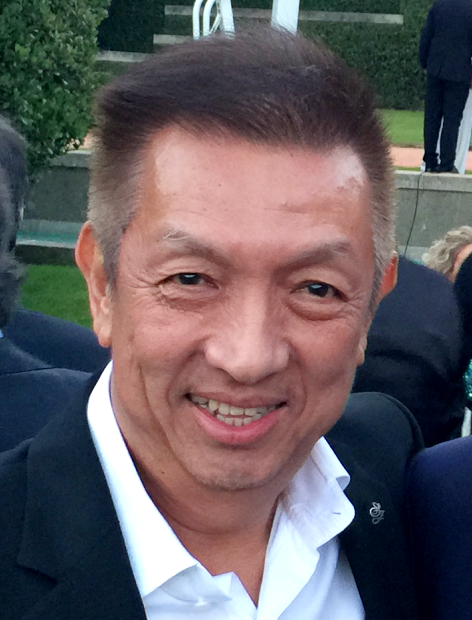
ピーター・リム（2016年）

ピーター・リム（英語: Peter Lim, 中国語: 林榮福, 1953年5月21日 – ）は、シンガポールの実業家。

## 生涯
華人の家庭に生まれる。祖籍は福建省莆田市。西オーストラリア大学を卒業後に株式仲買人として働き、1996年に正式に職業投資家となった。ウィルマーインターナショナルへの株式投資により、総資産は以前の70倍の5億ユーロとなった。2014年、サルフォード・シティFCの株主となり、同年にバレンシアCFの株式70.4％を1億ユーロで購入し、クラブのオーナーとなった。パーム油から医療事業にまで投資しているリムは2019年、『フォーブス』からシンガポールで10番目に裕福な人物としてランク付けされ、その純資産は2500億ドルとされる。長身を生かして、サッカーやバスケットボールなどさまざまなスポーツをやっていた。